# Korean Re
Die Korean Reinsurance Company, in der Regel als Korean Re abgekürzt, ist ein global tätiges Rückversicherungsunternehmen mit Hauptsitz in Seoul. Das 1963 gegründete Unternehmen ist sowohl im Lebensrück- als auch Nichtlebensrückversicherungsbereich tätig und gehört zu den zehn größten Rückversicherern weltweit.

## Hintergrund
Korean Re wurde 1963 als staatlicher Rückversicherer gegründet, 1978 wurde das Unternehmen privatisiert und ist seither an der Korea Exchange notiert. Sukzessive expandierte das Unternehmen in den internationalen Rückversicherungsmarkt während gleichzeitig bis 2018 für das Unternehmen eine Monopolstellung im koreanischen Markt bestand, ehe die dortige Finanzaufsicht im Laufe des Jahres den Markt für weitere Rückversicherungslizenzen öffnete. Ab 1997 war der Konzern in China über eine Niederlassung in Peking tätig, der 2020 eine zweite Niederlassung in Shanghai folgte. Im Frühjahr 2019 gründete die Gesellschaft eine Niederlassung in der Schweiz, um auch im europäischen Markt – wo bisher ausschließlich über die Londoner Rückversicherungsbörse Lloyd’s of London agiert wurde – stärker präsent zu sein.